# Niclas
Niclas ist ein männlicher Vorname und Familienname.

## Herkunft und Bedeutung
Der Name ist eine Form von Nikolaus.

## Bekannte Namensträger

### Vorname
- Niclas von Abensberg (1441–1485), Graf von Abensberg
- Niclas Alexandersson (* 1971), schwedischer Fußballspieler
- Niclas Andersén (* 1988), schwedischer Eishockeyspieler
- Niclas Ekberg (* 1988), schwedischer Handballspieler
- Niclas Eliasson (* 1995), schwedischer Fußballspieler
- Niclas Fasth (* 1972), schwedischer Profigolfer
- Niclas Gerhaert van Leyden (1430–1473), spätmittelalterlicher Bildhauer
- Niclas Hävelid (* 1973), schwedischer Eishockeyspieler
- Niclas Herbst (* 1973), deutscher Politiker (CDU)
- Niclas Huschenbeth (* 1992), deutscher Schachspieler
- Niclas Jensen (* 1974), dänischer Fußballspieler
- Niclas Jonasson (* 1976), schwedischer Orientierungsläufer
- Niclas Jönsson (Motorsportler) (* 1967), schwedischer Motorsportler
- Niclas Kindvall (* 1967), schwedischer Fußballspieler, Journalist
- Niclas Matthei (* um 2006), deutsches Internetphänomen, siehe Anzeigenhauptmeister
- Niclas Nylén (* 1966), schwedischer Fußballspieler
- Niclas Ramdohr (* 1967), deutscher Musiker, Komponist
- Niclas Rasck (* 1969), schwedischer Fußballspieler
- Niclas Wallin (* 1975), schwedischer Eishockeyspieler
- Niclas Weiland (* 1972), deutscher Fußballspieler

### Zwischenname
- Jacob Niclas Ahlström (1805–1857), schwedischer Kapellmeister und Komponist
- Johan Niclas Byström (1783–1848), schwedischer Bildhauer
- Abraham Niclas Edelcrantz (1754–1821), finnisch-schwedischer Dichter und Erfinder
- Johann Niclas Müller (1669–1732), deutscher Müller, entwickelte die Mühlentechnik weiter

### Familienname
- Anton Niclas (1593–1636), Goldarbeiter und Bürgermeister von Tübingen
- Jakob Niclas (1678–1755), deutscher Bürgermeister der Reichsstadt Aachen
- Johann Nicolaus Niclas (1733–1808), deutscher Philologe und Büchersammler